# Van Stephenson
Van Stephenson (ur. 4 listopada 1953 w Hamilton, zm. 8 kwietnia 2001 w Nashville) – amerykański wokalista, kompozytor, autor piosenek, wielokrotny laureat nagrody BMI Awards.

## Życiorys
Urodzony w Hamilton, w wieku dziesięciu lat zamieszkał w Nashville. Tworzenie piosenek rozpoczął, mając dziewiętnaście lat. Ukończył seminarium i pracował jako pastor. Na początku kariery muzycznej grał w zespołach garażowych, a w twórczości był zainspirowany szczególnie dorobkiem The Beatles. W 1979 roku po raz pierwszy jego piosenka znalazła się na liście przebojów, kiedy to napisany dla Crystal Gayle utwór „Your Kisses Will” zajął miejsce w pierwszej dziesiątce amerykańskiej listy przebojów country.
W 1981 roku wytwórnia Handshake Records wydała pierwszy solowy album Stephensona pt. China Girl. Pochodząca z niego piosenka „You've Got a Good Love Comin'” zajęła 79. pozycję na liście Hot 100. W roku 1983 Richard Landis zaprezentował dema Stephensona wytwórni MCA Records, co doprowadziło do podpisania kontraktu z wydawnictwem. Rok później ukazał się drugi album artysty, Righteous Anger. W porównaniu do poprzedniego album był bardziej popowy, a w nagrywaniu pomagali członkowie Restless Heart. Intensywna promocja piosenki „Modern Day Delilah” spowodowała, że zajęła ona 22. miejsce na liście Hot 100. Drugi singel pt. „What the Big Girls Do” zajął na tejże liście miejsce 45. Trzeci album Stephensona pt. Suspicious Heart został wydany w 1986 roku i okazał się komercyjną porażką.
Poza solową aktywnością w latach 80. Stephenson komponował piosenki dla takich artystów, jak Kenny Rogers, Dan Seals, Janie Fricke czy John Anderson, a także dla zespołu Restless Heart. Na początku lat 90. współzałożył zespół Blackhawk, którego debiutancki album pod tym samym tytułem uzyskał status platynowej płyty. Ponadto piosenki skomponowane przez Stephensona dziewięciokrotnie wygrywały nagrodę BMI Awards w kategorii country.
W lutym 1999 roku zdiagnozowano u niego czerniak, wskutek czego poddał się leczeniu. W lutym 2000 roku opuścił Blackhawk, aby poświęcić więcej czasu rodzinie. Zmarł w kwietniu 2001 roku, zostawiając żonę Karen (ślub w 1976) oraz troje dzieci: Katie, Julie i Wesa.

## Dyskografia
- China Girl (1981)
- Righteous Anger (1984)
- Suspicious Heart (1986)